# Bathyporeia tenuipes
Bathyporeia tenuipes är en kräftdjursart som beskrevs av Frederik Vilhelm August Meinert 1877. Bathyporeia tenuipes ingår i släktet Bathyporeia och familjen Pontoporeiidae. Arten är reproducerande i Sverige. Inga underarter finns listade i Catalogue of Life.